# Nikolina Milić
Nikolina Milić (cyr. Николина Милић; ur. 12 kwietnia 1994 w Trebinje) – bośniacka koszykarka występująca na pozycji środkowej, posiadająca także serbskie obywatelstwo, reprezentantka Serbii, obecnie zawodniczka Minnesoty Lynx w WNBA.

## Kariera sportowa
26 czerwca 2022 podpisała umowę z Minnesotą Lynx.

## Osiągnięcia
Stan na 29 czerwca 2022, na podstawie, o ile nie zaznaczono inaczej..

### Drużynowe
- Mistrzyni:
  - Hiszpanii (2021)
  - Belgii (2017, 2018)
- Wicemistrzyni Euroligi (2021)
- 3. miejsce w lidze hiszpańskiej (2020)
- Zdobywczyni:
  - Pucharu Belgii (2017)
  - Superpucharu Hiszpanii (2020)
- Finalistka Superpucharu Włoch (2014)
- Uczestniczka rozgrywek międzynarodowych:
  - Euroligi (2017/2018 – 8. miejsce w grupie A, 2020/2021)
  - Eurocup (2016/2017 - 3. miejsce w grupie F)

### Indywidualne
- MVP Superpucharu Hiszpanii (2020)

### Reprezentacja
Seniorska
- Brązowa medalistka mistrzostw Europy (2019)

Młodzieżowe
- Uczestniczka mistrzostw Europy dywizji B:
  - U–18 (2010)
  - U–16 (2008, 2009 – 6. miejsce)